# 阿部茂雄
阿部 茂雄（あべ しげお　1876年（明治9年）10月14日 – 没年不明）は、日本の裁判官。

## 略歴
- 1876年 - 大分県宇佐郡封戸村にて出生。
- 1899年 - 明治法律学校卒業
- 1901年 - 弁護士試験及第、弁護士名簿登録
- 1908年 - 佐世保区裁判所判事
- 1911年 - 厳原区裁判所判事
- 1913年 - 佐賀区裁判所判事
- 1916年 - 佐賀地方裁判所判事
- 1917年 - 延岡区裁判所判事
- 1918年 - 武雄区裁判所判事
- 1919年 - 那覇地方裁判所判事
- 1920年 - 那覇区裁判所判事
- 1921年 - 佐賀区裁判所監督判事
- 1922年 - 福岡地方裁判所小倉支部部長
- 1927年 - 久留米二区裁判所監督判事
- 1928年 - 福岡地方裁判所部長
- 1932年 - 勅任官待遇
- 1934年 - 大審院判事

## 参考
- 明治大学史資料センター『尾佐竹猛研究』（日本経済評論社　2007）
- 明治大学法律研究所『法律論叢第 71巻、第1～3号』（明治大学　1998）